# Campotosto
Campotosto est une commune de la province de L'Aquila dans la région Abruzzes en Italie.

## Géographie

### Hameaux
Mascioni, Poggio Cancelli, Ortolano

### Communes limitrophes
Amatrice (RI), Capitignano, Crognaleto (TE), L'Aquila, Montereale

## Histoire
Le 22 juillet 2017 à 4 h 13 du matin, un séisme de magnitude de 4.3 secoue la ville, dont elle est l'épicentre.

## Administration
| Période                                  | Période  | Identité        | Étiquette       | Qualité |
| ---------------------------------------- | -------- | --------------- | --------------- | ------- |
| 30 mai 2006                              | En cours | Bruno D'Alessio | Unione Popolare |         |
| Les données manquantes sont à compléter. |          |                 |                 |         |

## Culture
La production de couille de mule, mortadelle classée produits agroalimentaires traditionnels des Abruzzes.